# 奧姆尼亞河
奧姆尼亞河是俄羅斯的河流，由哈巴羅夫斯克邊疆區負責管轄，河道全長320公里，流域面積6,770平方公里，河水主要來自雨水和融雪，每年十月至翌年五月結冰。